# Liste der Baudenkmäler in Affing
Auf dieser Seite sind die Baudenkmäler in der schwäbischen Gemeinde Affing zusammengestellt. Diese Tabelle ist eine Teilliste der Liste der Baudenkmäler in Bayern. Grundlage ist die Bayerische Denkmalliste, die auf Basis des Bayerischen Denkmalschutzgesetzes vom 1. Oktober 1973 erstmals erstellt wurde und seither durch das Bayerische Landesamt für Denkmalpflege geführt wird. Die folgenden Angaben ersetzen nicht die rechtsverbindliche Auskunft der Denkmalschutzbehörde.

## Baudenkmäler nach Ortsteilen

### Affing
| Lage                                                                                     | Objekt                                     | Beschreibung | Akten-Nr.              | Bild                        |
| ---------------------------------------------------------------------------------------- | ------------------------------------------ | --- | ---------------------- | --------------------------- |
| Friedhofstraße (Standort)                                                                | Katholische Friedhofskirche                | Gruft der Freiherrn von Gravenreuth, klassizistischer, tonnengewölbter Saalbau mit halbrunder Apsis und Dachreiter, nach Plänen von Johann Michael Voit, 1833; mit Ausstattung | D-7-71-112-1 Wikidata  | Katholische Friedhofskirche |
| Neuburger Straße (am nördlichen Ortsausgang westlich der Straße nach Pöttmes) (Standort) | Katholische Kapelle St. Johann Nepomuk     | Schlichter Satteldachbau, 1831 | D-7-71-112-25 Wikidata | weitere Bilder              |
| Neuburger Straße 4 (Standort)                                                            | Bildstock                                  | 16. Jahrhundert | D-7-71-112-22 Wikidata | Bildstock                   |
| Schloßplatz 1; Nähe Neuburger Straße (Standort)                                          | Ehemaliges Wasserschloss                   | Dreigeschossiger Zeltdachbau mit Dacherkern, Mittelrisalit, Portal mit geschnitzter Holztüre von 1777 und Freitreppe, 1928 nach Brand durch Oswald Bieber in den ursprünglichen Formen von 1684 erneuert Gutshof, ursprünglich gegen den Schlossbau geöffnete hufeisenförmige Anlage, zweigeschossige Walm- bzw. Satteldachbauten, im Kern 18. Jahrhundert Schlossmauer, mit Toren und Eckrondellen, 19. Jahrhundert, teilweise erneuert Orangeriegebäude, um 1830, Umgestaltung drittes Viertel 19. Jahrhundert Schlosspark, 19. Jahrhundert | D-7-71-112-3 Wikidata  | weitere Bilder              |
| Schloßplatz 3 (Standort)                                                                 | Katholische Pfarrkirche St. Peter und Paul | Pilastergegliederter Saalbau mit Stichkappentonne auf Gurtbogen und eingezogenem Chor, südlich Turm mit glockenförmiger Haube, 1688/89, Turmhelm 1846; mit Ausstattung | D-7-71-112-4 Wikidata  | weitere Bilder              |
| Schloßplatz 8 (Standort)                                                                 | Katholische Kapelle St. Michael            | Saalbau mit Stichkappentonne und halbrundem Schluss, außen Lisenengliederung, Westturm, 1698; mit Ausstattung | D-7-71-112-5 Wikidata  | weitere Bilder              |

### Anwalting
| Lage                                                  | Objekt                               | Beschreibung | Akten-Nr.             | Bild           |
| ----------------------------------------------------- | ------------------------------------ | --- | --------------------- | -------------- |
| Am Salzberg, an der Straße nach Gebenhofen (Standort) | Salzbergkapelle                      | Lisenengegliederter Rechteckbau mit halbrunder Apsis und Dachreiter, 1694, Umgestaltungen um 1760/70, 1834 und 1931; mit Ausstattung                                                                                    | D-7-71-112-6 Wikidata | weitere Bilder |
| Kirchplatz 10 (Standort)                              | Katholische Filialkirche St. Andreas | Flachgedeckter Saalbau mit eingezogenem Chor unter Kappengewölbe, Ostturm mit Zwiebelhaube, Chor und Turmunterbau wohl zweite Hälfte 16. Jahrhundert, Langhaus und Turmerhöhung 1667, Erweiterung 1934; mit Ausstattung | D-7-71-112-7          | weitere Bilder |

### Aulzhausen
| Lage                         | Objekt                                               | Beschreibung | Akten-Nr.             | Bild           |
| ---------------------------- | ---------------------------------------------------- | --- | --------------------- | -------------- |
| Laurentiusplatz 3 (Standort) | Katholische Pfarrkirche St. Laurentius und Elisabeth | Lisenengegliederter, flachgedeckter Saalbau mit eingezogenem Chor unter flacher Stichkappentonne, nördlich Turm mit Zwiebelhaube, Turmunterbau wohl 15. Jahrhundert, von Philipp Cramer, 1734–48; mit Ausstattung (siehe auch: Kanzel). | D-7-71-112-8 Wikidata | weitere Bilder |

### Bergen
| Lage                            | Objekt  | Beschreibung                                                                                           | Akten-Nr.             | Bild    |
| ------------------------------- | ------- | --- | --------------------- | ------- |
| Miederinger Straße 8 (Standort) | Kapelle | Schlichter Rechteckbau mit Satteldach und Dachreiter, Ende 19./Anfang 20. Jahrhundert; mit Ausstattung | D-7-71-112-9 Wikidata | Kapelle |

### Frechholzhausen
| Lage                         | Objekt                                     | Beschreibung                                            | Akten-Nr.              | Bild           |
| ---------------------------- | ------------------------------------------ | ------------------------------------------------------- | ---------------------- | -------------- |
| Frechholzhausen 7 (Standort) | Katholische Filialkirche Mariä Heimsuchung | Kleiner Saalbau mit Eingangsturm, 1878; mit Ausstattung | D-7-71-112-23 Wikidata | weitere Bilder |

### Gebenhofen
| Lage                                                   | Objekt                               | Beschreibung | Akten-Nr.              | Bild                 |
| ------------------------------------------------------ | ------------------------------------ | --- | ---------------------- | -------------------- |
| Pfarrer-Wiedemann-Weg 1 (Standort)                     | Katholische Pfarrkirche Mariä Geburt | Pilastergegliederter Saalbau mit gedrückter Stichkappentonne und eingezogenem Chor unter Flachtonne, nördlicher Satteldachturm mit Zinnengiebeln, Chor und Turm erste Hälfte 16. Jahrhundert, Langhaus 1765; mit Ausstattung | D-7-71-112-10 Wikidata | weitere Bilder       |
| Pfarrer-Wiedemann-Weg 2 (Standort)                     | Ehemaliges Schulhaus                 | Zweigeschossiger winkelförmiger Walmdachbau, 1859, erweitert 1907 | D-7-71-112-28          | Ehemaliges Schulhaus |
| Pfarrer-Wiedemann-Weg 3 (Standort)                     | Ehemaliges Pfarrhaus                 | Zweigeschossiger Satteldachbau mit Putzgliederung, 1718 | D-7-71-112-26 Wikidata | Ehemaliges Pfarrhaus |
| Rehlinger Weg, an der Straße nach Anwalting (Standort) | Johannes-Nepomuk-Kapelle             | Kleiner Rechteckbau mit Satteldach, mit lebensgroßem heiligem Johann Nepomuk, 18. Jahrhundert | D-7-71-112-11 Wikidata | weitere Bilder       |

### Haunswies
| Lage                  | Objekt                                         | Beschreibung | Akten-Nr.              | Bild           |
| --------------------- | ---------------------------------------------- | --- | ---------------------- | -------------- |
| Pfarrweg 3 (Standort) | Katholische Pfarrkirche St. Jakobus der Ältere | Saalbau mit flacher Stichkappentonne und eingezogenem Chor, Außenbau mit Pilastergliederung, nördlich Turm mit Zwiebelhaube, Turmunterbau vielleicht romanisch, Chor im Kern 1507, Langhaus 1777, erweitert 1984 ff.; mit Ausstattung (siehe auch: Kanzel). | D-7-71-112-14 Wikidata | weitere Bilder |

### Iglbach
| Lage                   | Objekt                       | Beschreibung                                                                                              | Akten-Nr.              | Bild           |
| ---------------------- | ---------------------------- | --- | ---------------------- | -------------- |
| Am Iglhof 1 (Standort) | Ehemaliges Schlossgut Iglhof | Hauptgebäude, zweigeschossiger Satteldachbau mit geschweiftem Giebel und Eckrustika, Ende 17. Jahrhundert | D-7-71-112-16 Wikidata | weitere Bilder |

### Katzenthal
| Lage                     | Objekt                           | Beschreibung | Akten-Nr.              | Bild           |
| ------------------------ | -------------------------------- | --- | ---------------------- | -------------- |
| In Katzenthal (Standort) | Katholische Kapelle St. Valentin | Schlichter Rechteckbau mit eingezogenem Chor und Dachreiter, 17./18. Jahrhundert, Dachreiter 1880; mit Ausstattung | D-7-71-112-18 Wikidata | weitere Bilder |

### Miedering
| Lage                | Objekt                            | Beschreibung                                                                                   | Akten-Nr.              | Bild                              |
| ------------------- | --------------------------------- | ---------------------------------------------------------------------------------------------- | ---------------------- | --------------------------------- |
| Bergfeld (Standort) | Katholische Kapelle St. Elisabeth | Schlichter Rechteckbau mit halbrundem Schluss und Satteldach, 18. Jahrhundert; mit Ausstattung | D-7-71-112-19 Wikidata | Katholische Kapelle St. Elisabeth |

### Mühlhausen
| Lage                  | Objekt                                                           | Beschreibung | Akten-Nr.              | Bild                                                             |
| --------------------- | ---------------------------------------------------------------- | --- | ---------------------- | ---------------------------------------------------------------- |
| Kirchweg 4 (Standort) | Katholische Pfarrkirche St. Johannes Baptist und Maria Magdalena | Saalbau mit eingezogenem Chor unter Stichkappentonne, nördlicher Satteldachturm mit Treppengiebeln, Chor und Turm im Kern spätgotisch, 1776 Umgestaltung, Langhaus 1987; mit Ausstattung | D-7-71-112-20 Wikidata | Katholische Pfarrkirche St. Johannes Baptist und Maria Magdalena |

### Pfaffenzell
| Lage                     | Objekt     | Beschreibung                             | Akten-Nr.              | Bild           |
| ------------------------ | ---------- | ---------------------------------------- | ---------------------- | -------------- |
| Neubruchäcker (Standort) | Wegkapelle | Kleiner Rechteckbau mit Satteldach, 1872 | D-7-71-112-21 Wikidata | weitere Bilder |

### Sankt Jodok
| Lage                   | Objekt                                 | Beschreibung | Akten-Nr.              | Bild           |
| ---------------------- | -------------------------------------- | --- | ---------------------- | -------------- |
| St. Jodok 1 (Standort) | Katholische Wallfahrtskirche St. Jodok | Flachgedeckter Saalbau mit dreiseitig geschlossenem Chor, östlich Turm mit Zwiebelhaube, um 1680, Erweiterung 1730 und 1963; mit Ausstattung. | D-7-71-112-15 Wikidata | weitere Bilder |